# Adega (Felgueiras)
Adega era, em 1747, uma aldeia portuguesa da freguesia de São Miguel de Borba de Godim, concelho de Felgueiras, Comarca de Guimarães, Arcebispado de Braga, Província de Entre Douro e Minho.